# 奥拉西奥·波德斯塔
奥拉西奥·波德斯塔（西班牙語：Horacio Podestá，1911年7月26日—1999年7月15日），阿根廷男子赛艇运动员。他曾代表阿根廷参加1936年夏季奥林匹克运动会赛艇比赛，获得男子双人单桨无舵手铜牌。